# Гаморак, Нестор Теодорович
Нестор-Василий Теодорович Гаморак (9 марта 1892, Стрельче, Австро-Венгрия — 1 сентября 1937, Омская область, СССР) — украинский и советский ботаник, физиолог растений, профессор. Член Украинского ботанического общества (с 1924).

## Биография
Родился в семье священника. В 1915 с отличием окончил природоведческое отделение философского факультета Венского университета. Во время учебы участвовал в исследованиях профессора Молиша из Растительно-физиологического института, позже — профессора Веттштейна из Ботанического института.
В 1912 году работал на гидробиологической станции доктора Купельвизера из Линца, где познакомился с методикой и техникой работами по планктону, в том же году осенью уехал в Триест, где работал в ботаническом отделе зоологической станции.
Участник Первой мировой войны. С ноября 1916 — солдат австрийской армии. С января по июль 1919 работал в пресс-бюро государственного секретариата ЗУНР.
С августа 1919 года — приват-доцент Каменец-Подольского государственного украинского университета. Затем работал в Каменец-Подольском сельскохозяйственном институте (ныне Подольский государственный аграрно-технический университет), был организатором и директором университетского ботанического сада.
Делегат первой Всеукраинской конференции краеведения (Харьков, 28-31 мая 1925 г.).
С 1930 года, по приглашению академика Н. Г. Холодного, стал профессором кафедры физиологии растений Киевского института профессионального образования (ныне Киевский университет), работал в отделе физиологии Института ботаники ВУАН.
В 1932 арестован, осужден на 5 лет и сослан в Сибирь. По постановлению тройки УНКВД Омской области расстрелян 1 сентября 1937.
В 1961 посмертно реабилитирован.

## Научная деятельность
Исследовал анатомию и физиологию растений. Издал два учебника «Анатомія рослин» и «Короткий курс морфології цвітових рослин», учебник по систематике растений (остался в рукописи).
Подготовил «Руководство по сбору лекарственных растений», книгу «Мир бактерий. Значение бактерий в экономике природы и в экономике человечества» (1927).
В 1925 заложил основы для создания Ботанического сада в Каменце-Подольском, который существует и поныне.

## Избранные публикации
- «Нові дані до мікрохімії і фізіології продихового апарату у рослин» (1923),
- «Світ бактерій» (1926),
- «Новий прилад для поміру транспірації рослин» (1926),
- «Спроби над фотоперіодизмом у рицини»" (1928)
- «Новий тип транспірографа» (1927),
- «Люфа в Камянецькому ботанічному саду» (1930)
- «Потометричні поміри в природній обстановці» (1931).